# The Maccabees
The Maccabees (с англ. — «Маккавеи») — английская инди-рок-группа, образованная в 2004 году в Лондоне. Они выпустили четыре альбома, третий из которых Given to the Wild (2012) вошёл в пятерку лучших в Великобритании и был номинирован на премию Mercury Prize как альбом года. Группа объявила о своем решении распасться в августе 2016 года, дав прощальные концерты в 2017 году.. 25 октября 2024 года было объявлено о воссоединении группы.

## Характеристики
Название
Группа придумала название, пролистав Библию и выбрав случайное слово. Маккавеи были еврейскими воинами-повстанцами, которые боролись против греко-римской эллинизации во II веке до н. э.

## Дискография
Смотри статью «Дискография The Maccabees» в англ. разделе.
- Colour It In (2007)
- Wall of Arms (2009)
- Given to the Wild (2012)
- Marks to Prove It (2015)